# 1514 Ricouxa
1514 Ricouxa è un asteroide della fascia principale. Scoperto nel 1906, presenta un'orbita caratterizzata da un semiasse maggiore pari a 2,2403456 au e da un'eccentricità di 0,1995487, inclinata di 4,53648° rispetto all'eclittica.
L'origine del nome è sconosciuta.